# XML schéma
XML schéma je obecné označení pro jazyk, který popisuje strukturu dokumentu XML. Strukturou dokumentu XML se myslí popis elementů a jejich atributů, které se mohou ve XML dokumentu objevit, spolu s dalšími omezeními. Pokud soubor XML splňuje konkrétní XML schéma, říkáme, že XML soubor je dle schématu validní.

## Formáty XML schémat
- DTD
- W3C XML Schema
- Schematron
- RELAX NG